# Mennica w Kluczborku

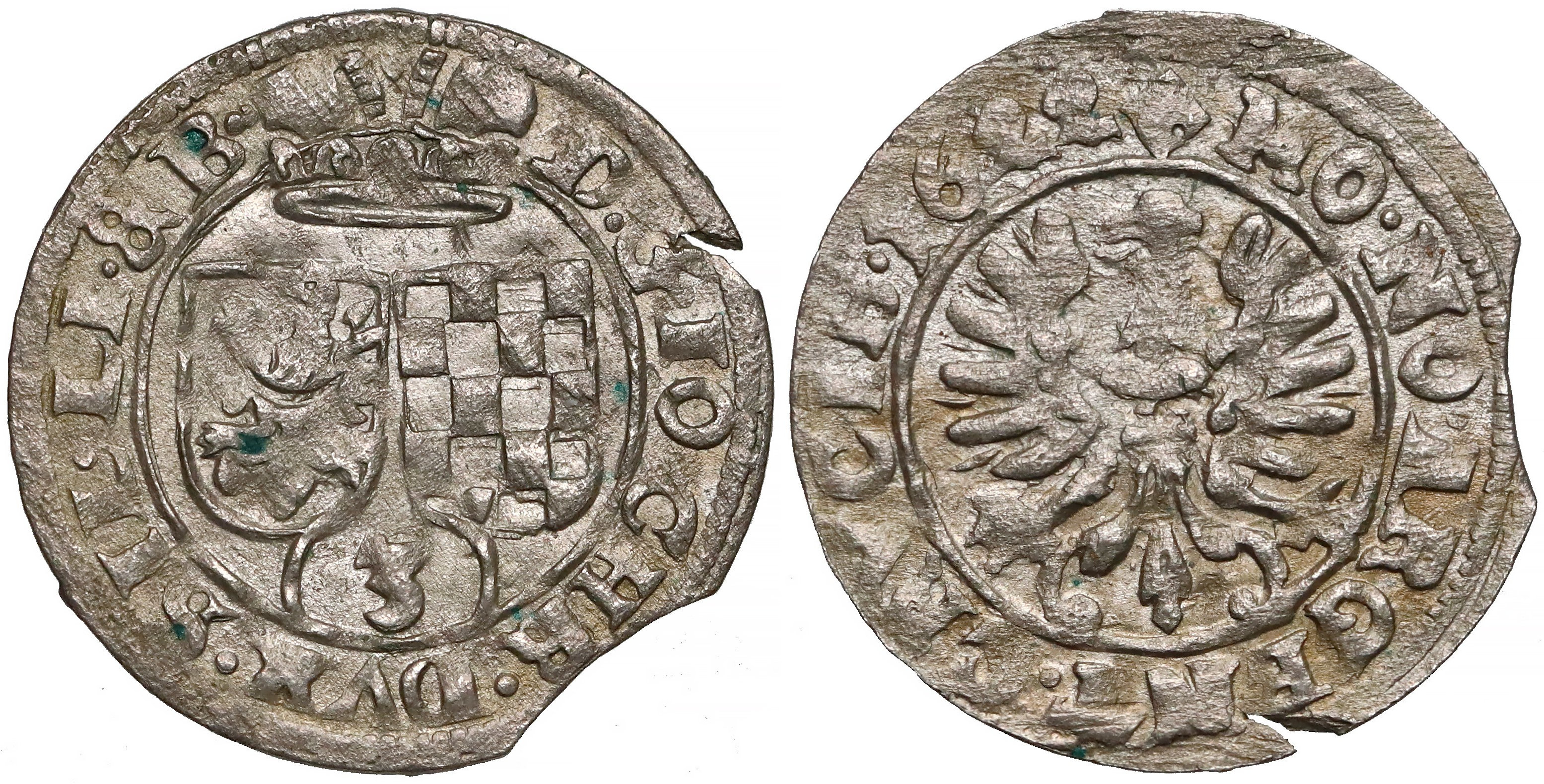
3 krajcary (1622) bite w Kluczborku

Mennica w Kluczborku – mennica działająca dwukrotnie:
- w roku 1321[2] oraz
- w latach 1621–1622.

W pierwszym okresie działalności, podczas panowania Bolesława III Rozrzutnego, mennica biła jedynie srebrne kwartniki (CRVCIBVRG). Znany jest jeden egzemplarz o masie 1,58 grama, średnicy 19 mm, z Orłem Śląskim na jednej stronie i lwem w koronie na drugiej.
Po trzech wiekach bezczynności, mennicę otworzono ponownie w 1621 r. na podstawie przywileju udzielonego przez Jana Chrystiana. W tym okresie bito:
- 3 krajcary,
- 24 krajcary,
- półtalary,
- talary oraz
- 5-dukatówki.

Imitowano również trojaki Zygmunta III Wazy z awersem przedstawiającym popiersie w prawo otoczonym tytulaturą:

D(ei) G(ratia) IONA(nes) CHRIST(ianus) DVX SI(lesiae)

oraz z napisami na rewersie:

III (orzeł–zamek–tarcza)
1-6-2-2
GROS(sus) ARGE(ntus)
TRIPL(ex) CRV
CIBVRG
•BH•

(pol. Z bożej łaski Jan Chrystian książę Śląska grosz srebrny potrójny Kluczbork).
Pierwszym zarządcą mennicy był Kasper Wecker, a od połowy 1622 r. Błażej Pförtner. Stemple były przygotowywane przez wrocławskiego złotnika Fryderyka Schönau.